# 八九式固定機関銃
八九式固定機関銃（はちきゅうしきこていきかんじゅう）は、大日本帝国陸軍の空冷式単装機関銃（航空機関銃）。
1930年代後半の陸軍戦闘機の主力機関銃として使用された。
機首に2門ある内の、右側（右装備架台を使用して小槓桿・大槓桿を尾筒右側面に設置したもの）を「八九式固定機関銃甲」「甲銃（砲）」、左側（左装備架台を使用して小槓桿・大槓桿を尾筒左側面に設置したもの）を「八九式固定機関銃乙」「乙銃（砲）」とする。「甲」の方が「乙」よりも軽い。

## 概要
八九式固定機関銃はイギリスのヴィッカーズ社（古くはビッカースと言うことが多かった）が開発したヴィッカーズE型 7.7 mm機関銃（Vickers Class E .303 inch aircraft machine gun）をライセンス生産したものである。ライセンス権購入は1927年（昭和2年）、制式採用は1929年（昭和4年）。
威力は100 mの射程において、11 mmの鋼板を貫通した。部品を交換することで発射速度を常速と高速の二段階に切り替えでき（常速800発/分、高速1,100発/分）、練習時以外は高速に設定した。
1940年（昭和15年）前後の主力戦闘機である九七式戦闘機甲/乙型（キ27甲/乙）の武装として、日中戦争（支那事変）・ノモンハン事件で使用されたが、機関砲（航空機関砲）化に進む世界情勢のもと口径7.7 mmは威力不足であり、太平洋戦争（大東亜戦争）開戦時には、後続となる口径12.7 mmの機関砲（航空機関砲）であるホ103 一式十二・七粍固定機関砲に固定主力武装の座を明け渡した。
しかし主武装であるホ103の配備以降も八九式固定機関銃は副武装として合わせて使用され、一式戦闘機「隼」一型乙（キ43-I乙）、二式単座戦闘機「鍾馗」一型甲/二型甲（キ44-I甲/II甲）、三式戦闘機「飛燕」一型甲（キ61-I甲）など、太平洋戦争初中期に実戦参加の戦闘機に装備された。
なお、同じく陸軍の航空機銃として本銃と同年に採用された八九式旋回機関銃が存在するがこちらはオチキス系で、ビッカース系の八九式固定機関銃とは全くの別物である点に注意を要する。ただし弾薬は両銃とも共通の八九式普通実包（7.7 mm×58SR）を用いる。また日本海軍も同じビッカースE型機銃の国産型として毘式七粍七固定機銃（後に改良を加え九七式七粍七固定機銃）を採用したが、こちらの使用弾は.303ブリティッシュ弾（7.7 mm×56R）で陸軍とは弾薬も互換性が無かった。

## 派生型

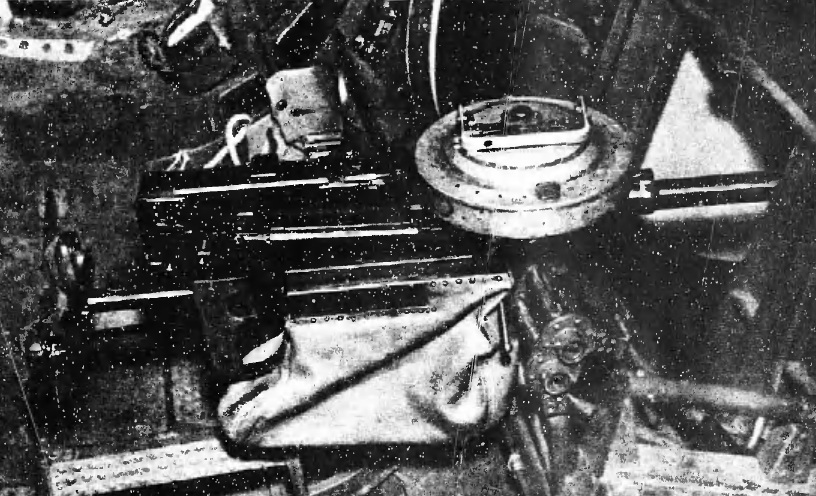
九七式重爆撃機一型乙に搭載されたテ1。不鮮明だが、八九式固定機関銃と同様の機関部、円盤型弾倉、胸当て、打殻受けが確認できる。

### テ1　試製単銃身旋回機関銃 （一型）
テ4の前に開発された単装旋回機関銃。八九式固定機関銃を円盤型回転弾倉による給弾方式に改修したもの。大槓桿をなくし、照準器、引鉄装置、胸当てを装着。旋回の為に銃支軸を付け、打殻受けを装着できるようにしてある。銃身後座・反動利用式。弾倉あたり73発で、使用弾薬は八九式固定機関銃及び八九式旋回機関銃と同じ。1938年（昭和13年）より量産開始。
- 全長　　　1,251mm[5]
- 重量　　　14.4kg[5][注釈 3]
- 発射速度　1,000発/分[5]
- 初速　　　830m/s[5]

九七式重爆撃機や九八式直協機などに使用された。生産数は多くなく、次第にテ4や九八式旋回機関銃に取って代わられた。

### 試製九八式水冷式重機関銃
隠顕式銃塔（イテ塔）で使用する目的で八九式固定機関銃を改修した重機関銃。ガスの発生量を減じ、かつ多数弾の連続発射に耐えうるよう水冷式とした。1938年12月に研究開始、1940年11月に完成したが、制式化はされなかった。

## 搭載機

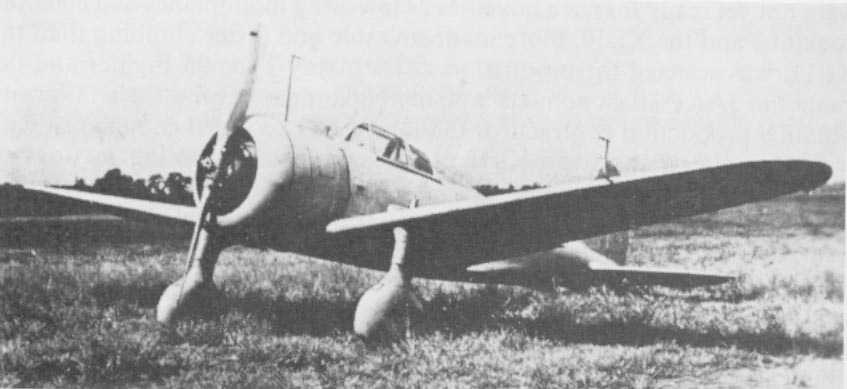
機首銃として八九式固定機関銃を2挺装備する九七戦乙型（キ27乙）。エンジンのシリンダー隙間に銃身を配置しているため、銃口は機体外面に開口していない。

- 九一式戦闘機
- 九二式戦闘機
- 九五式戦闘機（キ10）
- 九七式戦闘機（キ27）
- 一式戦闘機「隼」（キ43）
- 二式単座戦闘機「鍾馗」（キ44）
- 三式戦闘機「飛燕」（キ61）
- 九九式襲撃機（キ51）

他